# Lou Brouleau
Lou Brouleau (* 19. Mai 1995 in Poitiers) ist eine französische Tennisspielerin.

## Karriere
Brouleau, die mit acht Jahren mit dem Tennissport begann, bevorzugt dabei den Hartplatz. Sie spielt nahezu ausschließlich Turniere der ITF Women’s World Tennis Tour, auf der sie bislang zehn Einzel- und sieben Doppeltitel gewinnen konnte, allesamt auf Hartplatz.
Für die French Open erhielt sie 2012 eine Wildcard für die Qualifikation; sie verlor ihre Auftaktpartie knapp in drei Sätzen.
2015 ging sie beim Vorbereitungsturnier in Straßburg an den Start; sie unterlag dort in der Qualifikation Risa Ozaki aus Japan knapp in drei Sätzen. Anschließend scheiterte sie bei den French Open, für die sie eine Wildcard für die Qualifikation erhalten hatte, mit 2:6 und 5:7 an ihrer Landsfrau Chloé Paquet.
Ihr bislang letztes internationale Turnier spielte Brouleau im April 2021. Sie wird daher nicht mehr in der Weltrangliste geführt.

## Turniersiege

### Einzel
| Nr. | Datum             | Turnier     | Kategorie   | Belag     | Finalgegnerin               | Ergebnis              |
| --- | ----------------- | ----------- | ----------- | --------- | --------------------------- | --------------------- |
| 1.  | 7. April 2012     | Manama      | ITF $10.000 | Hartplatz | Aleksandrina Najdenowa      | 7:5, 6:1              |
| 2.  | 27. Juli 2014     | Istanbul    | ITF $10.000 | Hartplatz | Caroline Romeo              | 6:3, 6:1              |
| 3.  | 15. Februar 2015  | El Kantaoui | ITF $10.000 | Hartplatz | Cristina Sánchez-Quintanar  | 6:2, 6:2              |
| 4.  | 6. Juni 2015      | Ramat Gan   | ITF $10.000 | Hartplatz | Deniz Khazaniuk             | 6:3, 2:6, 7:66        |
| 5.  | 30. August 2015   | Antalya     | ITF $10.000 | Hartplatz | Melis Sezer                 | 0:6, 7:5, 6:4         |
| 6.  | 6. September 2015 | Antalya     | ITF $10.000 | Hartplatz | Nina Stojanović             | 6:1, 6:1              |
| 7.  | 3. Februar 2019   | Monastir    | ITF $15.000 | Hartplatz | Estelle Cascino             | 3:6, 6:0, 6:3         |
| 8.  | 17. März 2019     | Cancún      | ITF $15.000 | Hartplatz | María Camila Osorio Serrano | 3:6, 6:4, 5:1 Aufgabe |
| 9.  | 7. Juli 2019      | Hua Hin     | ITF $15.000 | Hartplatz | Bunyawi Thamchaiwat         | 6:2, 6:3              |
| 10. | 14. Juli 2019     | Hua Hin     | ITF $15.000 | Hartplatz | Himari Satō                 | 6:4, 6:3              |

### Doppel
| Nr. | Datum              | Turnier             | Kategorie   | Belag             | Partnerin               | Finalgegnerinnen                         | Ergebnis          |
| --- | ------------------ | ------------------- | ----------- | ----------------- | ----------------------- | ---------------------------------------- | ----------------- |
| 1.  | 25. Februar 2012   | Tallinn             | ITF $10.000 | Hartplatz (Halle) | Aljaksandra Sasnowitsch | Olga Kalyuzhnaya Jaimy-Gayle van de Wal  | 6:3, 6:2          |
| 2.  | 21. September 2012 | Scharm asch-Schaich | ITF $10.000 | Hartplatz         | Belinda Bencic          | Olga Brózda Ganna Piven                  | 7:63, 3:6, [10:6] |
| 3.  | 31. Mai 2014       | Sousse              | ITF $10.000 | Hartplatz         | Brandy Mina             | Alexandra Nancarrow Olga Parres Azcoitia | 6:2, 2:6, [10:6]  |
| 4.  | 10. Juli 2014      | Balisekir           | ITF $10.000 | Hartplatz         | Anette Munozova         | Violetta Degtiarewa Victoria Vorontsowa  | 6:4, 6:2          |
| 5.  | 4. Juni 2016       | Antalya             | ITF $10.000 | Hartplatz         | Emma Léné               | Nastja Kolar Francesca Stephenson        | 7:5, 6:3          |
| 6.  | 2. März 2019       | Monastir            | ITF $15.000 | Hartplatz         | Loudmilla Bencheikh     | Francisca Jorge Andrea Ka                | 6:3, 6:4          |
| 7.  | 23. März 2019      | Cancún              | ITF $15.000 | Hartplatz         | Tess Sugnaux            | Paige Hourigan Rasheeda McAdoo           | 6:4, 6:3          |